# Stegopoma medusiforme
Stegopoma medusiforme är en nässeldjursart som beskrevs av Edward Hargitt 1924. Stegopoma medusiforme ingår i släktet Stegopoma och familjen Tiarannidae. Inga underarter finns listade i Catalogue of Life.